# 6 maj
6 maj är den 126:e dagen på året i den gregorianska kalendern (127:e under skottår). Det återstår 239 dagar av året.

## Namnsdagar

### I den svenska almanackan
- Nuvarande – Marit och Rita
- Föregående i bokstavsordning
  - Johannes ante portam latinam – Denna benämning på dagens datum, som även fanns i den förkortade formen Johannes a.p.l., fanns där före 1747, då den utgick. Den betyder Johannes framför Porta Latina (Porta Latina var en av det antika Roms stadsportar) och fanns där till minne av att evangelisten Johannes ska ha släpats dit och blivit doppad i kokande olja, vilket han dock överlevde oskadd, varför han istället skickades till ön Patmos.
  - Marit – Namnet infördes 1986 på 27 juli. 1993 flyttades det till dagens datum och har funnits där sedan dess.
  - Rita – Namnet infördes 1986 på 24 augusti, men flyttades 1993 till dagens datum och har funnits där sedan dess.
  - Sigge – Namnet förekom på 1790-talet på 10 februari, men utgick sedan. 1986 infördes det på dagens datum, men utgick återigen 1993.
  - Sigismund – Namnet infördes på dagens datum 1747 till minne av ett burgundiskt helgon. 1901 utgick det till förmån för den kortare namnformen Sigmund.
  - Sigmund – Namnet infördes på dagens datum 1901, då det ersatte den längre namnformen Sigismund. Det fanns kvar där till 1993, då det flyttades till 10 januari, och utgick 2001.
- Föregående i kronologisk ordning
  - Före 1747 – Johannes ante portam latinam (även förkortat Johannes a.p.l.)
  - 1747–1900 – Sigismund
  - 1901–1985 – Sigmund
  - 1986–1992 – Sigmund och Sigge
  - 1993–2000 – Marit och Rita
  - Från 2001 – Marit och Rita
- Källor
  - Brylla, Eva (red.): Namnlängdsboken, Norstedts ordbok, Stockholm, 2000. ISBN 91-7227-204-X
  - af Klintberg, Bengt: Namnen i almanackan, Norstedts ordbok, Stockholm, 2001. ISBN 91-7227-292-9

### Finlandssvenska almanackan
- Nuvarande från 2020[1] – Freja, Frej, Frejvid
- I föregående revideringar[a][2]
  - 1929–1949 – Frej, Freja
  - 1950–1972 – Frej
  - 1973–1994 – Frej, Freja
  - 1995–2019 – Frej, Frejvid, Freja

## Händelser
- 1527 – Kejsar Karl V:s kombinerade tysk-romerska och spanska trupper skövlar, plundrar och bränner Rom, som en del av Cognacligakriget, som kejsaren utkämpar mot påven. Detta blir sjunde och sista gången staden utsätts för skövling sedan 390 f.Kr. och påven lyckas fly från staden till slottet Castel Sant'Angelo genom en hemlig gång. Till minne av att hans personliga garde Schweizergardet utmärker sig särskilt vid detta tillfälle blir det tradition att nya soldater i gardet svärs in den 6 maj varje år.
- 1840 – De brittiska frimärket One Penny Black, börjar gälla för att frankera brevförsändelser, fem dagar efter att man har börjat sälja det (1 maj). Detta blir världens första frimärke, sedan skolmannen Rowland Hill året före har fått igenom idén att brev inom Storbritannien ska förses med en sådan typ av märke, som bevis på att försändelsen är betald. Detta blir möjligt, sedan man också har antagit idén om enhetligt porto, det vill säga att försändelser ska kosta lika mycket att skicka oavsett hur långt de ska och att det istället är deras vikt och storlek, som ska avgöra priset.
- 1889 – Ingenjören Gustave Eiffels 300 meter höga ståltorn (som uppkallas efter honom och därmed får namnet Eiffeltornet) på Marsfältet i Paris, öppnas för allmänheten, över en månad efter att det har invigts (31 mars). Det är tänkt som en del av årets världsutställning i den franska huvudstaden och ska sedan monteras ned. Det blir dock så populärt, att det får stå kvar och idag (2025) är ett av Paris och Frankrikes mest välbesökta turistmål.
- 1910 – Vid Edvard VII:s död efterträds han som kung av Storbritannien av sin son Georg V. Några år senare leder de antityska stämningarna under första världskriget till att Georg tvingas ändra kungahusets namn från det ursprungliga Sachsen-Coburg-Gotha till det mer engelskklingande Windsor.
- 1921 – Den danska tyendeloven, som reglerar tjänstefolkets och hembiträdenas arbetsförhållanden i Danmark och som har funnits sedan 1854, avskaffas och ersätts av medhjælperloven. I den nya lagen begränsas arbetsgivarens rätt att bestraffa tjänstefolket och deras arbetstid regleras. Lagändringen kommer till stånd sedan fackföreningen Københavns Tjenestepigeforening har kämpat för det sedan grundandet 1899.[3]
- 1937 – Vid landningen i Lakehurst utanför New York fattar det tyska luftskeppet Hindenburg eld och störtar till marken på mindre än en minut. 13 av 36 passagerare, 22 av 61 personer ur personalen och 1 person på marken omkommer i lågorna och olyckan innebär slutet för den trafik av luftskeppsfärder mellan USA och Europa, som har pågått sedan slutet av 1920-talet.
- 1942 – Den filippinska ön Corregidor, som har varit de allierades huvudkvarter på Filippinerna och den filippinska regeringens säte sedan den japanska invasionen i december året före, överlämnas till japanerna, då de sista kvarvarande amerikanska styrkorna på ön kapitulerar. Två dagar senare är Filippinerna helt i japanska händer och de överlevande allierade styrkorna blir krigsfångar.
- 1954 – Den brittiske neurologen Roger Bannister blir den förste i världen som springer drömmilen (att springa en engelsk mil på mindre än fyra minuter), då han i Oxford lyckas avverka sträckan på 3 minuter, 59 sekunder och en tjugofemtedel.
- 1960 – Den brittiska drottningen Elizabeth II:s syster Margaret gifter sig med Anthony Armstrong-Jones. De får i äktenskapet två barn, men det blir olyckligt och de skiljer sig 1978.
- 1987 – Riksdagen beslutar att Sverige ska omdefiniera begreppet död, så att en person ska räknas som död, när hjärnan har slutat fungera och inte, som tidigare, när hjärtat har slutat slå.
- 1994 – Den så kallade Kanaltunneln (på engelska kallad ”the Chunnel” som en hopdragning av orden ”channel” [kanal] och ”tunnel”), som går från Folkestone i sydvästra Storbritannien, under Engelska kanalen och till Coquelles i norra Frankrike, invigs officiellt av den brittiska drottningen Elizabeth II och den franske presidenten François Mitterrand. Denna tågtunnel började byggas 1988, men de första planerna på en tunnel under kanalen framfördes så tidigt som 1802.
- 2007 – Nicolas Sarkozy från partiet Folkrörelseunionen besegrar Ségolène Royal från Socialistpartiet i den andra omgången av årets franska presidentval, då Sarkozy får 53 procent av rösterna, mot Royals 47 procent. Därmed kan Sarkozy efterträda Jacques Chirac som Frankrikes president den 16 maj. Royal blir den första kvinnan någonsin, som har gått vidare till andra omgången av ett franskt presidentval.
- 2010 – Det Konservativa partiet får 36,1 procent av rösterna i årets brittiska parlamentsval och blir därmed största parti, före Labourpartiets 29 procent och Liberaldemokraternas 23 procent. För första gången sedan 1974 har dock inget parti fått egen majoritet, varför man inleder förhandlingar om bildandet av en koalitionsregering. Den 11 maj bildar de Konservativa och Liberaldemokraterna den första koalitionsregeringen i Storbritannien sedan 1945 och den konservative partiledaren David Cameron efterträder labourledaren Gordon Brown som Storbritanniens premiärminister. I samband med valet blir tv-kanalen Sky News den första i Europa, som börjar sända dygnet runt i högupplöst television (HDTV).
- 2023 – Storbritanniens kung Charles III av Storbritannien blir krönt i Westminister Abbey jämte sin hustru drottning Camilla. Charles blev kung vid Elizabeth II:s död den 8 september 2022. Kung Charles är den äldsta personen i historien som har krönts till Storbritanniens monark.

## Födda
- 1405 – Skanderbeg, Albaniens nationalhjälte
- 1501 – Marcellus II, född Marcello Cervini degli Spannochi, påve 1555
- 1562 – Pietro Bernini, italiensk skulptör och arkitekt
- 1574 – Innocentius X, född Giovanni Battista Pamphili, påve 1644–1655
- 1738 – John Sloss Hobart, amerikansk jurist och federalistisk politiker, senator för New York 1798
- 1758
  - Maximilien de Robespierre, fransk revolutionär, ordförande i det franska Nationalkonventet 1793 och 1794
  - André Masséna, hertig av Rivoli, furste av Essling, marskalk av Frankrike
- 1776 – Pjotr Volkonskij, rysk furste och fältmarskalk
- 1781 – Karl Christian Friedrich Krause, tysk författare och filosof
- 1837 – Lyman R. Casey, amerikansk republikansk politiker, senator för North Dakota 1889–1893
- 1856
  - Robert Edwin Peary, nordamerikansk mariningenjör och upptäcktsresande, den förste som nådde nordpolen
  - Sigmund Freud, österrikisk läkare, neurolog och författare, grundare av psykoanalysen
- 1861 – Rabindranath Tagore, indisk författare, mottagare av Nobelpriset i litteratur 1913
- 1863 – Albert Friedrich Speer, tysk arkitekt
- 1868
  - Gaston Leroux, fransk författare, mest känd för romanen Fantomen på Operan
  - Nikolaj II, tsar av Ryssland 1894–1917
- 1871 – Victor Grignard, fransk kemist, mottagare av Nobelpriset i kemi 1912
- 1876 – Arvid Mörne, finlandssvensk författare
- 1880 – Ernst Ludwig Kirchner, tysk målare inom expressionismen
- 1882 – Wilhelm, tysk och preussisk kronprins 1888–1918
- 1883 – Jens Hundseid, norsk bondepartistisk politiker, Norges statsminister 1932–1933
- 1885 – Herman Wirth, nederländsk historiker
- 1894 – Eric Laurent, svensk skådespelare och sångare
- 1895
  - Rudolph Valentino, italiensk-amerikansk skådespelare
  - Fidél Pálffy, ungersk adelsman och nazistisk politiker
- 1898 – Konrad Henlein, sudettysk nazistisk politiker och SS-Obergruppenführer
- 1903 – Sten Axelson, svensk kompositör, sångare och pianist
- 1904 – Harry Martinson, svensk författare och poet, ledamot av Svenska Akademien, mottagare av Nobelpriset i litteratur 1974
- 1906 – Eric Peterson, svensk fastighetsförvaltare och folkpartistisk politiker
- 1913 – Stewart Granger, brittisk skådespelare
- 1915 – Orson Welles, amerikansk regissör och skådespelare
- 1916 – Sif Ruud, svensk skådespelare, professor och teaterpedagog
- 1927 – Bengt Schött, svensk skådespelare
- 1929 – Paul C. Lauterbur, amerikansk kemist, mottagare av Nobelpriset i fysiologi eller medicin 2003
- 1931 – Willie Mays, amerikansk basebollspelare
- 1937
  - Rubin Carter, amerikansk boxare
  - Ove Stefansson, svensk skådespelare
- 1938 – Bim Warne, svensk skådespelare
- 1942 – Lars Molin, svensk författare, dramatiker och regissör
- 1943 – Andreas Baader, västtysk anarkist och terrorist, en av ledarna för terroristgruppen Röda armé-fraktionen
- 1945 – Bob Seger, amerikansk rocksångare och gitarrist
- 1945 – Lars Lundgren, svensk stuntman och skådespelare
- 1946
  - Henrik Lax, finländsk politiker, tillhörande Svenska folkpartiet
  - Jim Ramstad, amerikansk republikansk politiker, kongressledamot 1991–2009
- 1947 – Gunilla Lindberg, svensk sportrepresentant, generalsekreterare i Sveriges Olympiska Kommitté 1989–2023 och vicepresident i Internationella olympiska kommittén 2000–2004
- 1952
  - Michael O'Hare, amerikansk skådespelare
  - Robert Sjöblom, svensk skådespelare
- 1953 – Tony Blair, brittisk politiker, parlamentsledamot 1983–2007, Labours partiledare 1994–2007 och Storbritanniens premiärminister 1997–2007
- 1955 – Tom Bergeron, amerikansk komiker och programledare
- 1960 – Julianne Phillips, amerikansk fotomodell och skådespelare
- 1961
  - George Clooney, amerikansk skådespelare, regissör och manusförfattare
  - Niklas Ekdal, svensk journalist och författare
- 1962 – Tom Brake, brittisk liberaldemokratisk politiker, parlamentsledamot 1997–2019
- 1963 – Alessandra Ferri, italiensk ballerina
- 1964 – Dana Hill, amerikansk skådespelare
- 1965 – Mia Hermansson Högdahl, svensk handbollsspelare och -tränare
- 1968 – Torbjörn Arvidsson, svensk fotbollsspelare
- 1971 – Chris Shiflett, amerikansk musiker, gitarrist i gruppen Foo Fighters
- 1972 – Martin Brodeur, kanadensisk ishockeymålvakt
- 1978 – Fredrick Federley, svensk centerpartistisk politiker, riksdagsledamot 2006–2014
- 1980 – Tore Kullgren, svensk tv-profil
- 1986 – Tyler Hynes, kanadensisk skådespelare
- 2019 − Prins Archie av Sussex, brittisk prins, son till prins Harry, hertig av Sussex och Meghan, hertigina av Sussex

## Avlidna
- 1527 – Charles III, 36, fransk hertig av Auvergne och Bourbon sedan 1521
- 1619 – Lekë Matrënga, omkring 52, arberesjisk präst och författare
- 1638 – Cornelius Jansen, 52, nederländsk teolog och biskop
- 1790 – Jacques Antoine Hippolyte de Guibert, 46, fransk general och militärteoretiker
- 1814 – Georg Joseph Vogler, 64, tysk tonsättare, organist, musikteoretiker, pedagog och präst
- 1826 – Isac Reinhold Blom, 63, svensk författare och justitieråd, ledamot av Svenska Akademien sedan 1797
- 1858 – Josiah J. Evans, 71, amerikansk demokratisk politiker och jurist, senator för South Carolina sedan 1853
- 1859 – Alexander von Humboldt, 89, tysk friherre, naturforskare och upptäcktsresande
- 1860 – Littleton Waller Tazewell, 85, amerikansk politiker, senator för Virginia 1824–1832 och senator för samma delstat 1834–1836
- 1862 – Henry David Thoreau, 44, amerikansk författare och filosof
- 1866 – Johan Börjesson, 75, svensk författare, prost och teologie doktor, ledamot av Svenska Akademien sedan 1859
- 1877 – Johan Ludvig Runeberg, 73, finlandssvensk författare och poet, känd som Finlands nationalskald
- 1883 – Cecilia Fryxell, 76, svensk skolgrundare och pedagog
- 1909 – Fanny Cerrito, 91, italiensk ballerina och koreograf
- 1910 – Edvard VII, 68, kung av Storbritannien och kejsare av Indien sedan 1901
- 1918 – Juhani Siljo, 30, finländsk poet, journalist och litteraturkritiker
- 1919 – L. Frank Baum, 63, amerikansk journalist och författare, mest känd för romanen Trollkarlen från Oz
- 1935 – Bronson M. Cutting, 46, amerikansk republikansk politiker, senator för New Mexico 1927–1928 och sedan 1929
- 1939 – Ragnar Jändel, 44, svensk författare
- 1947 – Bertel Gripenberg, 68, finlandssvensk friherre och diktare
- 1949 – Maurice Maeterlinck, 86, belgisk författare, mottagare av Nobelpriset i litteratur 1911
- 1952 – Maria Montessori, 81, italiensk pedagog, forskare, läkare, feminist, filosof och filantrop, utvecklare av Montessoripedagogiken
- 1953 – Günter Guse, 66, tysk sjömilitär och amiral
- 1960 – Paul Abraham, 67, ungersk-tysk operettkompositör
- 1968 – Toivo Mikael Kivimäki, 81, finländsk politiker, Finlands statsminister 1932–1936 och ambassadör i Berlin 1940–1944
- 1969 – Torsten Winge, 82, svensk skådespelare och regissör
- 1972 – Deniz Gezmiş, 25, turkisk revolutionär och kommunistledare (avrättad)
- 1973 – Ola Isene, 74, norsk operasångare (baryton) och skådespelare
- 1975 – József Mindszenty, 83, ungersk kardinal, ärkebiskop av Esztergom 1945–1973
- 1991 – Wilfrid Hyde-White, 87, brittisk skådespelare
- 1992 – Marlene Dietrich, 90, tysk-amerikansk skådespelare och sångare
- 1996
  - Pekka Langer, 76, svensk journalist och författare samt radio- och tv-programledare
  - Otto Scheutz, 94, svensk skådespelare, produktionsledare och inspicient
  - Leo-Jozef Suenens, 91, belgisk kardinal, ärkebiskop av Mechelen-Bryssel 1961–1979
- 2002 – Pim Fortuyn, 54, nederländsk politiker (mördad)
- 2006 – Lillian Asplund, 99, svenskättad amerikansk kvinna, den sista överlevaren med personliga minnen av RMS Titanics undergång
- 2007 – Brita Schlyter, 92, svensk pionjär inom förskolan
- 2012 – Jan Trøjborg, 56, dansk politiker med sex olika ministerposter 1993–2001
- 2013
  - Bengt Lagerkvist, 86, svensk regissör, manusförfattare och författare
  - Giulio Andreotti, 94, italiensk politiker, Italiens premiärminister 1972–1973, 1976–1979 och 1989–1992
- 2014
  - Thory Bernhards, 93, svensk sångare
  - Jimmy Ellis, 74, amerikansk boxare och före detta tungviktsvärldsmästare
  - Leslie Thomas, 83, brittisk (walesisk) författare
- 2016 – Margot Honecker, 89, östtysk politiker
- 2022 – Alf Hambe, 91, svensk viskompositör, författare och trubadur